# Podisus maculiventris
Podisus maculiventris es una especie de hemíptero heteróptero de la familia Pentatomidae originario de Norteamérica, que mide entre 0,8 y 1,3 cm. Desprende un olor nauseabundo cuando se le molesta.
Su vida media es de cinco o seis meses; en ese tiempo llegan a poner hasta quinientos huevos en tandas de dos o tres decenas sobre hojas y ramas. Se alimentan de otros insectos a los que clavan un estilete con el que les inyectan veneno, tras lo cual los succionan.
Muchas de sus presas son consideradas plagas, por lo cual se los considera valiosos como controles biológicos. Ejemplos de algunas plagas que atacan son: las orugas de la lagarta peluda o Lymantria dispar, larvas del escarabajo de la patata o Leptinotarsa decemlineata y larvas de Epilachna varivestis